# Kostel svatého Jiří (Psinice)
Římskokatolický filiální kostel svatého Jiří v Psinicích u Libáně je pozdně gotická sakrální stavba na návsi, obklopená hřbitovem. Od roku 1964 je kostel spolu se zvonicí, hřbitovem a ohradní zdí, chráněn jako kulturní památka. Jako kulturní památka České republiky je od 15. října 1990 chráněna i socha svatého Jana Nepomuckého stojící před kostelem.

## Kostel

### Historie
První kostel, zmiňovaný roku 1357, byl zřejmě původně vystavěn v románském slohu. Po přestavbě kolem roku 1500 a po úpravách kolem roku 1870 má v současnosti pozdně gotický ráz.

### Architektura
Jedná se o jednolodní, obdélnou stavbu s pětiboce uzavřeným presbytářem. Po jeho severní straně se nachází obdélná sakristie. Nároží lodi jsou na jižní straně zpevněna opěráky. Ve stěnách jsou pozdně gotická hrotitá okna v hlubokých špaletách, některá s původními kružbami.
Nad západním koncem hřebenu střechy se tyčí štíhlá vížka, tzv. sanktusník. V něm býval menší zvonek, na nějž se zvonilo při mších při pozdvihování. Ale od 16. století už přišly do módy zvony větších rozměrů, kterým kostelní sanktusníky nepostačovaly. Ty bylo zvykem zejména ze stavebních důvodů umísťovat do samostatně stojících zvonic.
Presbytář je sklenut křížovou klenbou a v závěru paprsčitě s hřebínkovými žebry. Triumfální oblouk je hrotitý. Loď má plochý strop. Sakristie má valenou klenbu.

### Zařízení
Zařízení je pseudogotické. Obrazy na hlavním a pravém bočním oltáři jsou signovány „K(arel) J(avůrek) 1843“ a javorovým listem. Obraz na levém bočním oltáři snad pochází od téhož malíře.

## Zvonice
U kostela byla koncem 17. století vystavěna dřevěná zvonice vysoká dvanáct metrů. Její konstrukce vychází z kombinované konstrukce vzpěradlové a štenýřové (tzv. štenýře jsou vlastně rohové sloupy, vzpěry jsou šikmé trámy v trojúhelníkové vazbě). Z tohoto konstrukčního systému vychází i její tvar – dolní část je osmiboká, horní patro je čtyřboké, střešní část končí strmou špicí – svislá linie navozuje dojem gotiky. V horním patře v trojúhelníkové zvonové stolici byly původně umístěny dva zvony od Jakuba Mělnického z Mladé Boleslavi (1602) a od Karla Bellmana z Prahy (1864). Jeden z nich byl za první světové války zrekvírován, zbyl jen zvon sv. Jiří.

## Socha sv. Jana Nepomuckého
Před kostelem u silnice stojí socha sv. Jana Nepomuckého , pocházející z roku 1771 od nezjištěného autora. Světec, vytesaný z bílého pískovce je zobrazen jako mladý kanovník. Stojí v klidném postoji s mírně předsunutou pravou nohou. Pravu rukou objímá silný krucifix (pochází až z roku 1875), který v patce přidržuje druhou rukou. Tvář s otevřenýma očima, pootevřenými ústy a s baňatým nosem působí spíše roztomile než přísně. Podstavec sochy tvoří hranolový sokl, na něm vysoký – ze stran se zužující – dřík sloupu. Na jeho přední straně pod římsou je dvojice reliéfních lístků, mezi nimiž je umístěna datace vzniku sochy, na zadní straně jsou datace její obnovy. Mezi římsou a soklíkem je úchyt, na němž bývala zavěšena lucerna.